# هيرومو كامادا
هيرومو كامادا (باليابانية: 鎌田 大夢) (مواليد 23 يونيو 2001) هو لاعب كرة قدم ياباني.

## وصلات خارجية
- هيرومو كامادا على موقع رابطة كرة القدم اليابانية للمحترفين (اليابانية)
- هيرومو كامادا على موقع قاعدة بيانات كرة القدم.إي يو (الإنجليزية)
- هيرومو كامادا على موقع Soccerway.com (الإنجليزية)
- هيرومو كامادا على موقع عالم كرة القدم.نت (الإنجليزية)